# Karby (Vallentuna)
Karby is een plaats in de gemeente Vallentuna in het landschap Uppland en de provincie Stockholms län in Zweden. De plaats heeft 844 inwoners (2005) en een oppervlakte van 45 hectare.

## Verkeer en vervoer
Bij de plaats loopt de Länsväg 265.